# Almanach der Genossenschaft deutscher Bühnen-Angehöriger
Der Almanach der Genossenschaft Deutscher Bühnen-Angehöriger (und ähnliche Bezeichnungen) war ein Jahrbuch über  deutschsprachige Theater von 1873 bis 1889. Er wurde danach als Neuer Theater-Almanach fortgeführt.

## Bezeichnungen
- Almanach der Genossenschaft deutscher Bühnen-Angehöriger, 1.1873–5.1877
- Almanach der Genossenschaft Deutscher Bühnen-Angehöriger, 6.1878–15.1887
- Ernst Gettke's' Bühnen-Almanach , 16.1888
- Gettke's Bühnen-Almanach, 17.1889

Nachfolger
- Neuer Theater-Almanach, 1890–1914
- Deutsches Bühnenjahrbuch, 1915–2022

## Geschichte
Seit 1873 gab der Schauspieler Ernst Gettke den Almanach der Genossenschaft Deutscher Bühnen-Angehöriger heraus. Dieser enthielt zunächst vor allem Informationen zu Mitgliedern der Genossenschaft. Seit 1875 hatte  er auch Angaben zu  anderen Mitwirkenden in vielen  deutschsprachigen Theatern, ähnlich wie der Deutsche Bühnen-Almanach, der bis dahin das einzige Theaterjahrbuch dieser Art war. Seit 1890 wurde er als Neuer Theater-Almanach fortgesetzt.
Er wurde zuerst  im Selbstverlag der Genossenschaft deutscher Bühnen-Angehöriger (Kommission durch Luckhardts in Leipzig) herausgegeben, spätestens seit 1882 in  Paul Voigt’s Musikalien-Verlag in Cassel und Leipzig.
Als Beilage gab es zeitweise „Theater, Tanz und Musik im Deutschen Bühnenjahrbuch“.